# Lijn 5 (metro van New York)
De 5 Lexington Avenue Express of ook wel lijn 5 is een metrolijn die onderdeel is van de metro van New York. Op plattegronden, stationsborden en richtingfilms staat de lijn aangegeven in de kleur groen  omdat de lijn een dienst is op de Lexington Avenue Line door Manhattan.
De lijn loopt vanaf 148th Street in de Bronx door Manhattan naar New Lots Avenue in Brooklyn.
Tijdens de spits rijden de treinen tussen Eastchester–Dyre Avenue of Nereid Avenue in the Bronx en Brooklyn College–Flatbush Avenue in Brooklyn en als sneltrein door the Bronx (in de drukste richting), Manhattan en Brooklyn, met een beperkte dienst naar Crown Heights–Utica Avenue of New Lots Avenue als gevolg van de beperkte capaciteit in het Nostrand Avenue-deel van de lijn ten zuiden van Franklin Avenue.
Dyre Avenue Line:
Eastchester-Dyre Avenue · 
Baychester Avenue · 
Gun Hill Road  · 
Pelham Parkway · 
Morris Park

White Plains Road Line:
Nereid Avenue · 
233rd Street · 
225th Street · 
219th Street · 
Gun Hill Road · 
Burke Avenue · 
Allerton Avenue · 
Pelham Parkway · 
Bronx Park East

Van noord naar zuid:
East 180 Street · 
West Farms Square-East Tremont Avenue · 
174th Street · 
Freeman Street · 
Simpson Street · 
Intervale Avenue · 
Prospect Avenue · 
Jackson Avenue · 
3rd Avenue-149th Street · 
149th Street-Grand Concourse · 
138th Street-Grand Concourse · 
125th Street · 
86th Street · 
59th Street · 
Grand Central-42nd Street · 
14th Street-Union Square · 
Brooklyn Bridge-City Hall · 
Fulton Street · 
Wall Street · 
Bowling Green · 
Borough Hall · 
Nevins Street · 
Atlantic Avenue · 
Franklin Avenue

Nostrand Avenue Line:
President Street · 
Sterling Street · 
Winthrop Street · 
Church Avenue · 
Beverly Road · 
Newkirk Avenue · 
Brooklyn College-Flatbush Avenue

New Lots Line:
Crown Heights-Utica Avenue · 
Sutter Avenue-Rutland Road · 
Saratoga Avenue · 
Rockaway Avenue · 
Junius Street · 
Pennsylvania Avenue · 
Van Siclen Avenue · 
New Lots Avenue
 ·  ·  ·  ·  ·  ·  ·  ·  · 